# Sarcocheilichthys
Genre
Sarcocheilichthys est un genre de poissons téléostéens de la famille des Cyprinidae et de l'ordre des Cypriniformes.

## Liste des espèces
Selon FishBase (13 septembre 2015) - 12 espèces :
- Sarcocheilichthys biwaensis Hosoya, 1982
- Sarcocheilichthys caobangensis Nguyen & Vo, 2001
- Sarcocheilichthys czerskii (Berg, 1914)
- Sarcocheilichthys davidi (Sauvage, 1878)
- Sarcocheilichthys hainanensis Nichols & Pope, 1927
- Sarcocheilichthys kiangsiensis Nichols, 1930
- Sarcocheilichthys lacustris (Dybowski, 1872)
- Sarcocheilichthys nigripinnis
  - Sarcocheilichthys nigripinnis morii Jordan & Hubbs, 1925
  - Sarcocheilichthys nigripinnis nigripinnis (Günther, 1873)
- Sarcocheilichthys parvus Nichols, 1930
- Sarcocheilichthys sinensis Bleeker, 1871
- Sarcocheilichthys soldatovi (Berg, 1914)
- Sarcocheilichthys variegatus
  - Sarcocheilichthys variegatus microoculus Mori, 1927
  - Sarcocheilichthys variegatus variegatus (Temminck & Schlegel, 1846)
  - Sarcocheilichthys variegatus wakiyae Mori, 1927